# Ibuki (satélite)
O Satélite de Observação de Gases do Efeito Estufa (inglês: Greenhouse Gases Observing Satellite ou GOSAT; em japonês: いぶき (Ibuki), significando "vitalidade"), é um satélite de observação terrestre e o primeiro satélite do mundo dedicado à monitoração de gases do efeito estufa, que será usado para medir as densidades de gás carbônico e metano de 56.000 locais da atmosfera terrestre. O Ibuki foi desenvolvido pela Agência Japonesa de Exploração Espacial (JAXA) e lançado em 23 de janeiro de 2009, do Centro Espacial de Tanegashima. O Ministro do Meio Ambiente do Japão, e o Instituto Nacional Japonês de Estudos Ambientais, irão usar os dados para acompanhar a evolução da concentração dos gases do efeito estufa na atmosfera, e os dados também serão compartilhados com a NASA e outras organizações científicas e espaciais de outros países.

## Lançamento
O Ibuki foi lançado juntamente com outros Piggybacks de testes científicos usando H-IIA, o principal sistema de lançamento descartável de grande escala do Japão, exatamente às 03:54 (UTC) de 23 de janeiro de 2009, em Tanegashima, uma pequena ilha no sul do Japão. O lançamento foi adiado por dois dias devido ao mau tempo. Cerca de 16 minutos após o lançamento, a separação do satélite Ibuki do foguete lançador foi confirmada.

## Instrumentos
De acordo com a Agência Japonesa de Exploração Espacial (JAXA), o satélite Ibuki está equipado com um sensor de observação de gases do efeito estufa (TANSO-FTS) e um sensor de nuvens/aerossol (TANSO-CAI), que suplementa o TANSO-FTS. O sensor de observação de gases do efeito estufa de Ibuki observa uma grande faixa de comprimento de ondas (desde a região quase-infravermelha à região infravermelha termal) dentro da faixa infravermelha para melhorar a precisão da observação. O satélite usa um espectrômetro para medir diferentes elementos e compostos baseados na resposta destes materiais a certos tipos de luz. Esta tecnologia permite ao satélite medir "a concentração de gases do efeito estufa na atmosfera uma resolução super alta".